# Oton Župančič

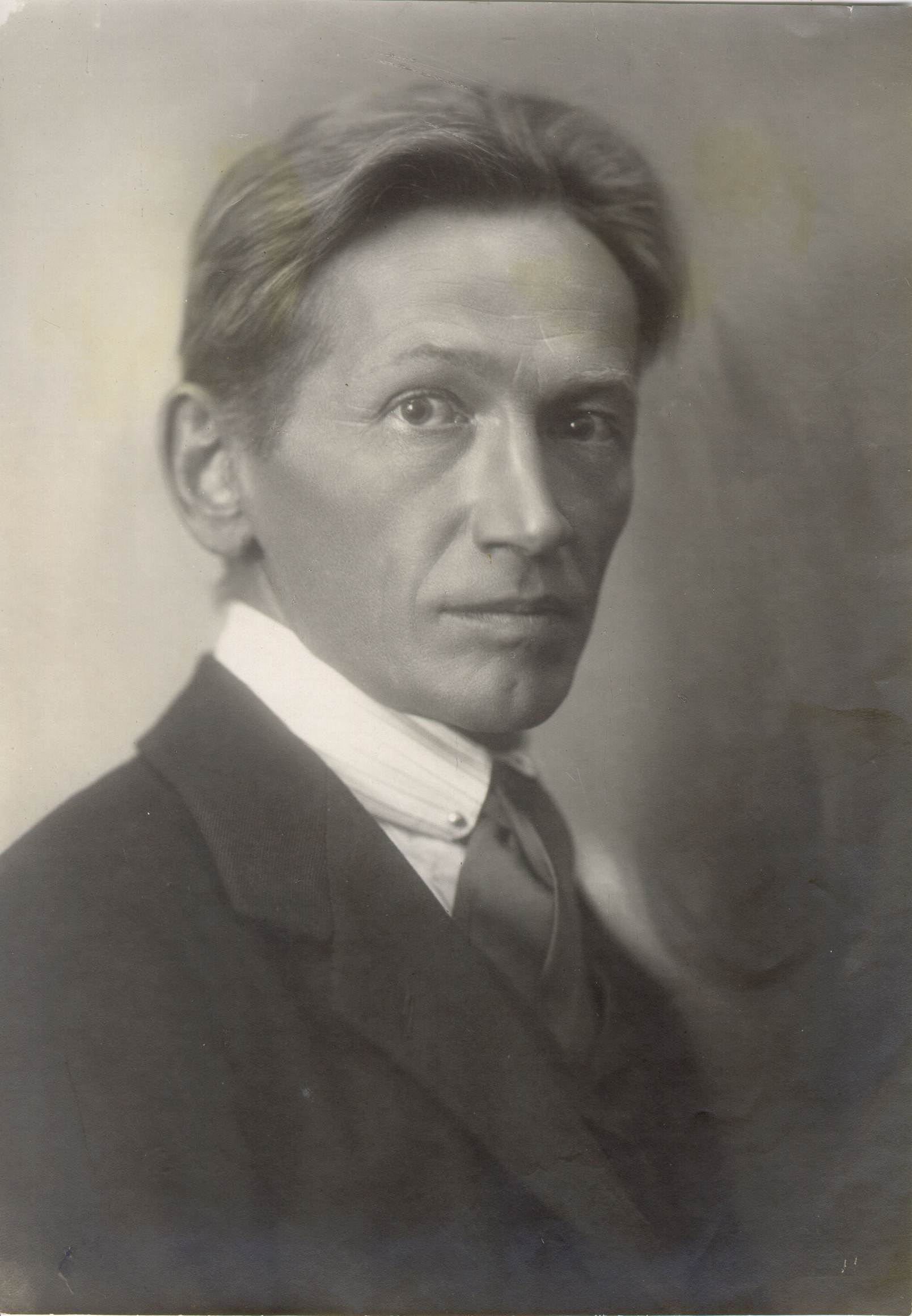
Oton Zupancic.

Oton Župančič, född 1878, död 1949, var en slovensk poet, dramaturg och översättare. Under sin levnad var han troligtvis den mest respekterade av dåtidens slovenska poeter.

## Biografi
Oton Župančič föddes 23 januari 1878 som det första av tre barn till handlare Franc Župančič och Ane Malič. Han avslutade gymnasiet i Ljubljana där han medverkade i studenternas litteraturförening, Zadruga, tillsammans med Ivan Cankar (1876-1918), Josip Murn (1879-1901) och Dragotin Kette (1876-1899). År 1896 reste han till Wien där han studerade historia och geografi. I Wien kom han i kontakt med den litterära rörelsen Slovenska moderna. I hans första poesiutgåva 1899 framträder det dekadenta och neoromantiska inflytandet. 
Under åren 1912 – 1913 var Župančič konstnärlig ledare för Deželnega gledališča, stadsarkivarie och redaktör för tidskriften Slovan. Under den här tiden gifte han sig med läraren Ana Kessler som han fick tre barn med. År 1917 tog han över redaktionen av den litterära och kulturella tidskriften Ljubljanski zvon.
År 1920 blev han dramaturg vid Nationalteatern i Ljubljana. Därefter ägnade han sig i huvudsak åt teatern och översättning från flera olika språk. 
Župančič blev även ordförande för Društvo slovenskih književnikov och för den slovenska avdelningen av PEN. Han var också medlem i Ljudski skupščina, och fyra år innan sin död, ledamot av Slovenska znanost och umetnost (Slovenska konst- och vetenskapsakademin). 
Under andra världskriget och ockupationen av Ljubljana var han långa perioder inlagd på sjukhus och sanatorier. Han dog i Ljubljana 11 juni 1949.

## Verk
Župančič har skrivit och översatt många verk varav endast ett fåtal nämns nedan.

### Poesi
- Čaša opojnosti (1899), debutsamlingen.
- Samogovir (1908), med dikterna ”Z vlakom” och ”Duma” dedicerade till hemlandet.
- Sto ugank och Ciciban (1915) som är tillägnade barn.
- V zarje Vidove (1918) som handlar om svårigheterna under åren 1908-1918.
- Zimzelen pod snegom (1945), en nationellt och socialt engagerad samling med bl.a. kända dikter som ”Veš, poet, svoj dolg?, V brezglasje, *Osvoboditeljem”.

### Drama
- Veronika Deseniška (1924), en poetisk tolkning av en händelse i Celjegrevarnas historia.

### Översättningar
- Flera libretton för operan i Ljubljana, bland annat Bizets opera, Carmen.
- Verk av författare som Balzac, Dickens, Voltaire, Puškin med flera.
- Sexton verk av William Shakespeare, bland annat Hamlet och Romeo och Julia.